# Horst Staude
Horst Staude (* 16. Oktober 1939) ist ein ehemaliger deutscher Fußballspieler.

## Werdegang
Der aus Schlesien stammende Torwart Horst Staude begann seine Karriere bei Union 02 Bielefeld und wechselte später zum TuS 04 Sudbrack, der SpVgg Fichte Bielefeld und SuS Lage. Im Sommer 1967 wechselte Staude zur DJK Gütersloh, mit der er im Jahre 1969 in die seinerzeit zweitklassige Regionalliga West aufstieg. In den ersten beiden Jahren war Staude noch Stammtorwart und verlor erst ab 1971 seinen Stammplatz an Ulrich Granzow. Zwei Jahre später verließ er Gütersloh mit unbekanntem Ziel. Horst Staude absolvierte 89 Regionalligaspiele für Gütersloh. Sein älterer Bruder Erich Staude absolvierte zwei Bundesligaspiele für den Meidericher SV. 